# 1770 w muzyce

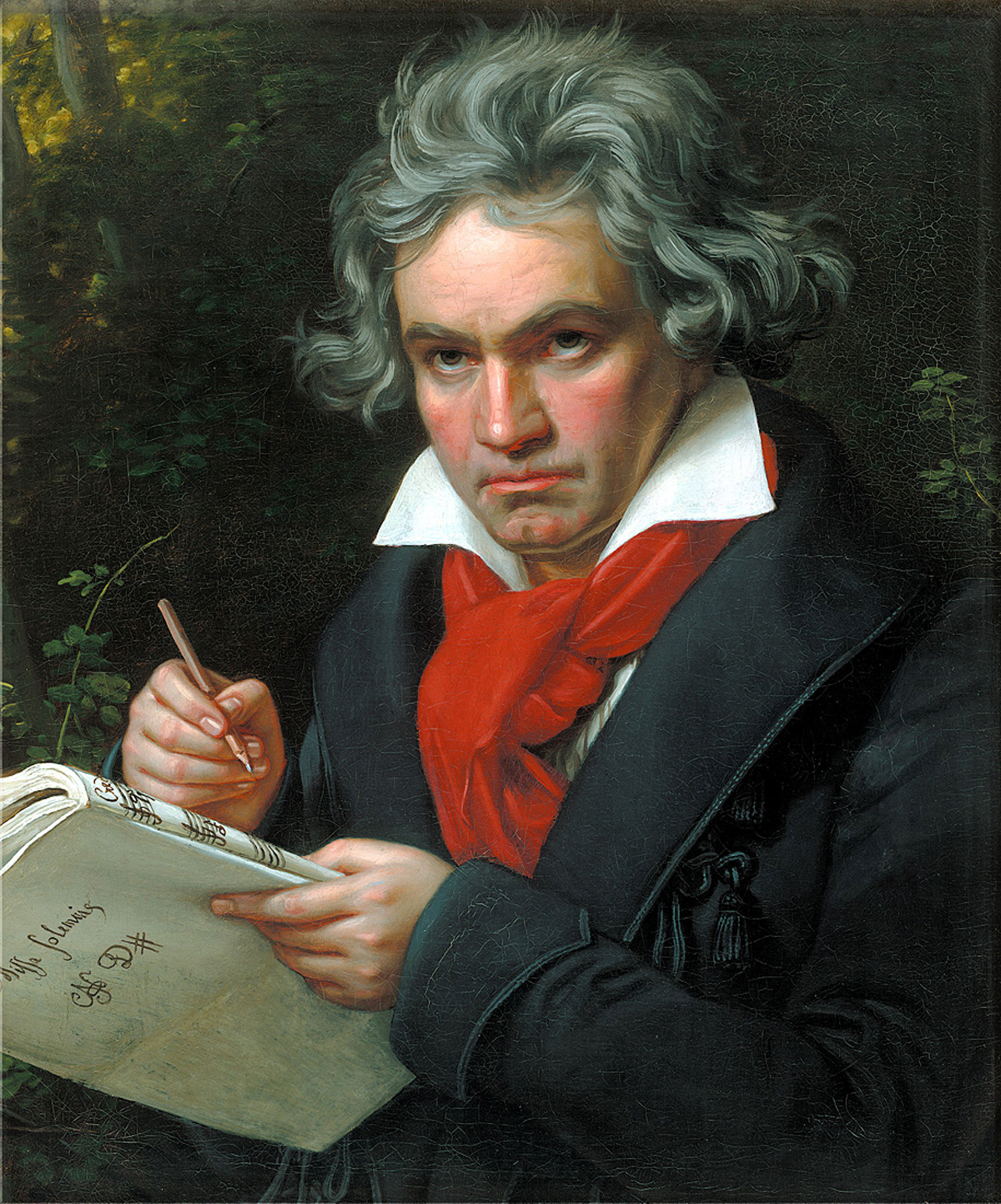
Joseph Karl Stieler, Portret Ludwiga van Beethovena

Wydarzenia muzyczne w 1770 roku.

## Urodzili się
- 18 lutego – Johann Christian Heinrich Rinck, niemiecki kompozytor i organista (zm. 1846)
- 20 lutego – Ferdinando Carulli, włoski gitarzysta, kompozytor i pedagog (zm. 1841)
- 19 kwietnia – Georg Abraham Schneider, niemiecki kompozytor, waltornista i oboista (zm. 1839)
- 8 listopada – Friedrich Witt, niemiecki kompozytor i wiolonczelista (zm. 1836)
- 16 grudnia[a] – Ludwig van Beethoven, niemiecki kompozytor, aktywny w Austrii[1][2] (zm. 1827)

Data dzienna nieznana
- August Fryderyk Duranowski, polski skrzypek i kompozytor (zm. 1834)

## Zmarli
- 26 lutego – Giuseppe Tartini, włoski (wenecki) kompozytor[3] (ur. 1692)
- 1 października – Louis-Gabriel Guillemain, francuski kompozytor i skrzypek (ur. 1705)
- 17 listopada – Gian Francesco de Majo, włoski kompozytor (ur. 1732)